# DAYS (漫畫)
《DAYS》是安田剛士的足球題材類型日本漫畫作品，2013年4月24日在講談社旗下的少年漫畫雜誌《週刊少年Magazine》2013年21、22合併號開始連載，於2021年1月20日發售的2021年8號完結，之後從同雜誌2021年28號開始短期集中連載續篇《DAYS -fragment-》。
在發行單行本時並收錄了在同雜誌連載的其他漫畫家的推薦文，第1冊收錄了《鑽石王牌》作者寺嶋裕二的推薦文，第2冊則收錄了《籃球少年王》作者日向武史的推薦文。
2015年獲得第39屆講談社漫畫獎少年部門的推薦作品、第40屆講談社漫畫少年部門的推薦作品。2021年6月漫畫發行數量累計已經突破1300萬部。
2016年1月宣佈改編成電視動畫。於2016年7月至12月首播，由動畫公司MAPPA製作。
另外該作品的世界觀與前作《永不回頭的你》相同，但時間設定是在2年後。

## 故事簡介
柄本盡司是個沒有任何優點，沒有任何特技的少年。有一天在因緣際會下認識了古怪的少年風間陣，也在陣的邀請下參加了五人制足球的比賽，想不到這就此發掘了阿盡最大的特色。明知自己是個門外漢，盡司仍勇敢地參加了足球名校聖蹟高中的足球社，而他的熱血表現也逐漸改變了陣以及所有的隊友。震撼高中足球的奇蹟故事開始了！
。

## 登場角色

### 主要人物
柄本盡司（聲：（日）吉永拓斗、芝崎典子〈幼年〉；（港）陳灝瑋、曾佩儀〈幼年〉（TVB）、譚禹晋（ViuTV）；（台）鈕凱暘）
身高：156cm。血型：A型。生日：12月28日。東京都出身。愛好：牛奶。拿手技巧：能把布丁完整的倒出來。不擅長的東西：人群。喜歡的格言：整理整頓。女朋友：如果能給未來的她帶來幸福就很高興。
聖蹟高中1年級。守備位置為前鋒。背號17號。足球新手、運動資質不佳卻擁有足球名門的隊友們都驚詫的忍耐力和上進心。凡事皆全力以赴，並帶動影響了隊友。因風間提出的室內五人制足球比賽邀請，往後的人生產生重大的改變。隊長水樹對他的奮戰精神有很高的評價，並認為他兩年後會是新任的足球隊隊長。
幼年失怙，由倚仗輪椅活動的母親撫育長大，故異常孝順，曾為此欲放棄加入足球隊，最後是母親在身後推了一把，擅長觀察周圍，預測即將掉球的隊友並前去搶第二落點，聖蹟波狀進攻的源頭，擁有任何選手都無法比擬的武器,放棄身為前鋒的攻擊意識為了隊伍勝利的『究極的獻身』。
風間陣（聲：（日）松岡禎丞；（港）張方正（TVB）、黃榮璋（ViuTV）；（台）陳彥鈞）
身高：172cm。血型：B型。生日：9月20日。神奈川縣出身。愛好：巨乳。拿手技巧：劍玉。不擅長的東西：貧乳（類似生方那種的）。喜歡的格言：無碼。女朋友：從來沒為這種事犯愁過。
聖蹟高中1年級。守備位置為右翼前鋒。背號9號。非常敬佩柄本永不放棄努力不懈的精神。只要一關係到柄本就容易生氣。教練花了兩年時間遊說的天才選手。來自破碎家庭，小學時期，母親隨弟離他而去（動畫裡為妹妹），所以直到進入聖蹟高中才對校隊產生歸屬感。

### 聖蹟高校
作品中的學校在現實的原型是位於東京都的一所私立高校，人稱『名門』,東京地區前四強學校，去年IH預賽決賽與全國大賽預賽決賽分別敗於櫻木與東院學院，今年IH預賽決賽依舊敗給櫻木，全國大賽預賽決賽歷經苦戰擊敗東京最強『王者』東院學院。
水樹壽人（聲：（日）浪川大輔；（港）陳卓智（TVB）、梁皓翔（ViuTV）；（台）孟慶府）
身高：176cm。血型：B型。生日：2月11日。東京都出身。愛好：水果軟糖。 拿手技巧：相撲與填答題卡。不擅長的東西：細長的東西。喜歡的格言：沒有哪種草叫做雜草。女朋友：沒有！
3年級。聖蹟高校足球部的隊長，被稱為『東京最強之矛』，也是隊上的大黑柱。守備位置為左翼前鋒。背號7號。對於柄本努力的奮戰精神有很高的評價，並斷言兩年後他會成為新任隊長。
全國大賽『十傑』（篤定加入職業球隊）選手之一。東京三巨頭之一。
曾經也和柄本一樣，非推薦加入足球隊，一開始表現不好，體力不足，但是最勤奮，也因而成為隊伍的中心。
君下敦（聲：（日）小野大輔；（港）關令翹（TVB）、邓晟均（ViuTV）；（台）歐祖豪）
身高：173cm。血型：AB型。4月16日出生。東京都出身。愛好：单轨电车。 拿手技巧：分解质因数。不擅長的東西：套娃。女朋友：不感兴趣！
2年級。守備位置為#進攻中場，為球隊的核心。背號10號。
家裡從事經營運動用品專賣店。特技是素因數的分解，故在學年的成績排名在最頂端。右撇子，但可以用左腳開角球，也是隊中角球和罰球射手。
大柴喜一（聲：（日）宮野真守；（港）李致林（TVB）、周倚天（ViuTV）；（台）孟慶府）
身高：191cm。血型：O型。10月10日出生。東京都出身。愛好：番茄。拿手技巧：猜热带鱼的名字。 不擅長的東西：小番茄。喜歡的格言：一舉千金。女朋友：想要！
2年級。守備位置為中間前鋒。背號11號。被水樹欽點為下一任隊長人選。但因為防守及跑步態度消極而令人詬病。
臼井雄太（聲：（日）櫻井孝宏；（港）梁偉德（TVB）、陳漢祺（ViuTV）；（台）陳彥鈞）
身高：174cm。體重：64kg。血型：A型。4月20日出生。石川縣出身。愛好：象龟和哈蜜瓜麵包。 拿手技巧：七巧板。不擅長的東西：刮大风的下午。喜歡的格言：强将手下无弱兵。女朋友：拒絕告白中！
3年級。聖蹟高校足球部的副隊長。守備位置為後衛。背號3號。
善於處理麻煩的事，在戰術上為卓越的頭腦派。
灰原二郎（聲：（日）下野紘；（港）鄧港文（TVB）、陳成港（ViuTV）；（台）歐祖豪）
身高：159cm。體重：55kg。10月13日出生。山梨縣出身。愛好：大部分东西都喜欢。拿手技巧：Romero Special、Emerald flowsion（摔跤技能）。不擅長的東西：除臭剂的气味。喜歡的格言：动如雷霆、发如风雨。女朋友：互相通信件中！
3年級。守備位置為右後衛。背號2號。擁有豐富的運動量。與女友相隔兩地書信往來中。
豬原進（聲：（日）安元洋貴；（港）劉奕希（TVB）、楊耀泰（ViuTV）；（台）鈕凱暘）
身高：187cm。體重：87kg。4月12日出生。靜岡縣出身。愛好：貓。拿手技巧：編織。不擅長的東西：鬼魂。喜歡的格言：足球非常簡單，不要讓對方進球就可以了。女朋友：穩定交往中！
3年級。聖蹟高校足球部的守門員。體格高壯魁梧，面容帶著可怕的神色，留著海膽頭。背號1號。有穩定交往的女朋友。
來須浩之（聲：（日）吉野裕行；（港）陳耀楠（TVB）、陳啟熾（ViuTV）；（台）孟慶府）
身高：170cm。體重：61kg。血型：B型。生日：2月23日。大分縣出身。愛好：納豆。拿手技巧：繞口令。不擅長的東西：電腦。喜歡的格言：少年啊，胸懷大志吧！
1年級。期望參加聖蹟能夠踢華麗的足球，因柄本的影響反而踢出樸素的足球。背號15號。
新戶部哲也（聲：（日）石川界人；（港）林筠翔（TVB）、陳成港（ViuTV）；（台）歐祖豪）
身高：172cm。體重：61kg。血型：A型。生日：8月1日。東京都出身。愛好：淑女。拿手技巧：彈鋼琴。不擅長的東西：幼女。喜歡的格言：通往地獄的道路，是用善意舖成的。
1年級。守備位置為後衛，背號14號
白鳥直樹（聲：（日）岡部涼音；（港）鄧志堅（TVB）；（台）陳彥鈞）
身高：170cm。體重：60kg。血型：O型。生日：5月28日。出身地東京。愛好：小子難纏。拿手技巧：空翻。不擅長的東西：烏鴉。喜歡的格言：光憑眼睛是看不到真相的！
1年級，背號16號
今歸仁 翔（聲：（日）豐永利行；（港）陳成港（TVB）、郭湛深（ViuTV）；（台）鈕凱暘）
1年級。聖蹟高校足球部的第二位守門員。背號為12號。
佐藤榮樹（聲：（日）小松昌平；（港）麥皓豐（TVB）、袁德基（ViuTV））
2年級。正規球員。背號5號。
鈴木榮太（聲：（日）寺島惇太；（港）黃積權（TVB））
2年級。正規球員。背號6號。
國母滿（聲：（日）村上裕哉；（港）麥皓豐（TVB））
3年級，背號4號。
速瀨隆伸（聲：（日）濱野大輝；（港）李凱傑（TVB）、郭浩勤（ViuTV））
3年級。左撇子的高速盤球手。守備位置為左翼鋒，背號8號。
笠原淳平（聲：（日）室元氣；（港）劉昭文（TVB）、鄧燦陽（ViuTV）；（台）歐祖豪）
3年級。
生方千加子（聲：（日）伊瀨茉莉也；（港）詹健兒（TVB）、植婉雯（ViuTV））
身高：162cm。血型：A型。生日：3月29日。東京都出身。愛好：吉祥物。拿手技巧：速度。不擅長的東西：相册。喜歡的格言：如同择友一般挑选作者。女朋友：我是女的！
1年級。聖蹟高校足球部的經理。柄本与风间的同班同学，性格有些高傲，貧乳，長相美麗，与柄本同样是劳动委员。
曾经梦想从事小说创作因落选遇到挫折而放弃，一开始讨厌柄原因是感觉他和以前的自己很像，后来看到柄本的努力从内心也对柄本渐渐的改观，慢慢认同了柄本还为他加油，第四集加入足球队当经理人。
特技是速讀。個性非常棘手。
橘小百合（聲：（日）佐倉綾音；（港）陳皓宜（TVB）、楊樂瑤（ViuTV））
2年級。柄本的童年玩伴，平常與叫柄本時以暱稱做稱呼。在速食店打工。
中澤勝利（聲：（日）小西克幸；（港）陳欣（TVB）、楊耀泰（ViuTV）；（台）歐祖豪）
聖蹟高校足球部的教練。

### 櫻木高校
與聖蹟高校一樣在現實的原型是位於東京都的一所高校。人稱『新星』,兩年內快速成長為東京前四強校,去年在IH全國大賽都內預賽的決賽和聖蹟對決並獲勝,來年柄本加入的那一年IH,依舊擊敗聖蹟前進全國,全國大賽預選擊敗四強之一天王州前進全國大賽，在半準決賽中對上青函高校。
也是該作品作者的前作漫畫《永不回頭的你》劇中登場的學校，不同的是在前作的故事時間設定是在2年前。
犬童薰（聲：（日）關智一；（港）黃啟昌（TVB）、郭湛深（ViuTV）；（台）陳彥鈞）
身高：185cm。體重：73kg。血型：A型。1月11日出生。北海道出身。愛好：小夏的咖喱。拿手技巧：捕蟲。不擅長的東西：小夏的責罵。喜歡的格言：地球是圓的！
3年級。櫻木高校足球部隊長。守備位置為中場。背號7號。
全國大賽『十傑』(篤定加入職業球隊)選手之一，擅長遠程射球及無望傳球。東京三巨頭之一。
與成神在外界同是譽為天才的選手。
他是作者前作漫畫《永不回頭的你》的主角之一。
成神蹴冶（聲：（日）花江夏樹；（港）李震權（TVB）、张振熙（ViuTV）；（台）孟慶府）
身高：155cm。體重：54kg。血型：B型。生日：1月10日。東京都出身。愛好：貓。拿手技巧：受動物歡迎。不擅長的東西：像蘑菇的髮型。喜歡的格言：帽子戲法。
3年級。守備位置為前鋒。背號10號。
剛進入高中時因為先天性哮喘的關係無法在足球場上充分發揮，擁有變化多端的盤帶與飛快的速度，往往一瞬間突破禁區撕裂防線，被人稱為『死神』，風間評價為比犬童還可怕。
雖擁有與『十傑』批敵的實力，但因為本人未來想往海外發展，故不算在『十傑』當中。
與犬童同是作者前作漫畫《永不回頭的你》的主角之一。父親成神龍為櫻木高校足球部的創始人，曾一度面臨廢部危機，所幸藉由蹴治與犬童的合作，讓足球部東山再起。有個叫夏的姐姐。
如月太狼（聲：（日）木島隆一；（港）曹啟謙（TVB）、蔡威賢（ViuTV））
身高：173cm。體重：66kg。血型：O型。生日：2月24日。
3年級。守備位置為後衛。背號2號
個性溫和平易近人，但踢足球時就會殺氣騰騰，像變了個人似的。對足球有非理智的感情，人稱『鬥將』。
近藤留夏（聲：（日）竹內榮治；（港）陳廷軒（TVB）、何家裕（ViuTV））
3年生。櫻木高校足球部的守門員。背號1號。
高中才開始踢足球。個性粗暴衝動，但有魔鬼般鋼門防守技術。
鳥飼翔（聲：（日）高橋涉）
3年級。櫻木高校足球部的中場球員。背號11號。
貓谷陽助（聲：（日）林勇（日本））
3年級。背號9號。
擁有一張童顏，是在眾多短小精悍的選手之中出類拔萃的進攻選手。背號9號。
大鹽（聲：（日）保村真；（港）雷霆（TVB）、邓灿阳（ViuTV））
大學2年級。櫻木高校足球部的OB與現任教練。

### 青函高校
與聖蹟、櫻木高校一起參加暑期集訓交流認識的青森縣的強豪高校，人稱『東北之雄』，去年全國大賽8強。在今年也有參加，在半準決賽對上櫻木高校。
平源一郎（聲：（日）小林裕介；（港）張裕東（TVB）、簡懷甄（ViuTV））
3年級。青函高校足球部的隊長和球隊核心。背號10號。身高：173cm。體重：70kg。血型：AB型。生日：7月13日。青森縣出身。愛好：雪洞。拿手技巧：居合（拔刀術）。不擅長的東西：煙火。喜歡的格言：風林火山。女朋友：不固定有很多！
全國大賽『十傑』（篤定加入職業球隊）選手之一。是個除了個性之外完美無缺的選手。
擁有強韌結實的肌肉和領導魅力。高中畢業之後決定與水樹一起加入職業球隊鹿島鹿角。
火村真弓（聲：（日）KENN；（港）李鎮然（TVB）、郭浩勤（ViuTV））
1年級。青函高校足球部的王牌射腳。背號11號。身高：173cm。體重：62kg。血型：O型。生日：8月4日。青森縣出身。愛好：七夕燈節。拿手技巧：推不倒翁。不擅長的東西：風間陣。喜歡的格言：成人片。女朋友：無！
技術與速度俱罕見的上乘。與風間在暑期集訓的住宿時對弈，並將風間視為勁敵。練習賽決賽前一天與風間比賽誰能在桑拿室裡待得最久，並以些微差距獲勝。入球時總愛以脱上衣的方式慶祝，但此舉會被球證認為是挑釁行為而在後來有所收斂。
樋口元典（聲：（日）高口公介；（港）周倚天（TVB）、伍博民（ViuTV））
3年級。青函高校足球部的守備要石,擅長使用言語激怒對手的頭腦派，也是造成風間右腳受傷的元凶。比賽前曾經激怒大柴，而惹來對方的反感，賽後向對方道歉，向他解釋惹怒他是戰術之一，並承認他是很好的球員，背號4號。

### 京王河原高校
一所位於東京都的男子高校，一年前才開始創立。
曾經在練習賽中對戰過櫻木高校，是櫻木高中唯一沒能贏的對手。

### 東院學園
一所位於東京的高校，人稱『王者』，在過去三年代表過東京參加五次全國大賽，IH 四強。曾在去年全國大賽預賽中擊敗過聖蹟高校。在今年全國大賽預賽決賽令聖蹟高校歷經苦戰，但最終仍以1分之差(1-2)被聖蹟高校擊敗。
保科拓己
學年：三年級，出身地：東京都，生日：5月19日，身高：177cm，體重：66kg，血型：A型，特技：足球
東院學園足球部隊長。基於迴避風險的念頭，以確實的狀況判斷與統率力，無懈可擊地引導着隊伍。
石動亞土夢
學年：一年級，出身地：三重縣，生日：8月8日，身高：179cm，體重：66kg，血型：B型，特技：跆拳道
憑藉積極的攻擊參加以及廣範圍的守備，守衛東院學園球門的一年級守門員。
浦靜
學年：三年級，出身地：東京都，生日：5月18日，身高：176cm，體重：65kg，血型：A型，特技：小提琴
憑藉確實、慎重、善於忍耐的防守，而被評價為足以體現
東院學園足球的存在。
海藤隼
隊中的王牌。性格開朗，跟柄本一樣是隊中的氣氛製造者。擁有令人難以置信的射門技巧，但是他患有疝氣而一直腰痛，因此他只在第二節開始比賽。

### 由比濱高校
一所位於神奈川縣的高校，本年首次參加全國大賽，很多球員都是風間國中時期的同學。雖然沒有其他強校那樣有『十傑』（篤定加入職業球隊）選手，但他們憑著努力及持久的防守力贏得很多比賽。在縣預賽中，他們擊敗了兩名種子球隊以獲得全國大賽的門票。
是聖蹟高校在全國大賽中第一個對手，最終以0-4戰敗。

### 一星學園
一所位於長崎縣的高校，自從幾年前換了教練後實力大增，成為全國大賽的常客。在進攻方面十分出色，在第一回合就以6-1大比分擊敗對手。是聖蹟高校在全國大賽第二回合中的對手。

### 梁山高校
一所位於奈良縣的高校。今年IH,去年全國大賽都獲得冠軍，是一隊被譽為日本高校最強的球隊。隊中有3名『十傑』(篤定加入職業球隊)的選手，即使在後備席也有優秀的選手。在今年IH中分別以3-0、7-1大比分擊敗東京最強『王者』東院學院、一星學園等強校，可見實力十分強。是聖蹟在全國大賽第三回合的對手，起初以3-0領先，令聖蹟高校陷入苦戰，但最終被水樹帽子戲法、風間一次入球逆轉而擊敗。

### 音羽學院
一所位於靜岡的高校，是連續兩年打入IH、全國大賽決賽的強校。由『十傑』(篤定加入職業球隊)之一、日本高校第一門將砂山朝率領。在今年IH中擊敗櫻木高校，直到在決賽對上梁山高校之前都是零失分，可見是一隊擁有紮實的防守和強大的反擊能力的球隊，是聖蹟高校半準決賽的對手。

### 房總學園
與聖蹟、櫻木高校一起參加暑期集訓交流認識的千葉縣的強豪高校。
在全國大賽的第一回合對上櫻木高校，最後以0-5慘敗。

### 其他
柄本希（聲：（日）種崎敦美；（港）曾秀清（TVB）、王夢華（ViuTV））
柄本的母親。丈夫早逝，與兒子相依為命，以輪椅代步，在兒童中心工作。
風間曉子（聲：（日）生天目仁美；（港）梁少霞（TVB）、楊樂瑤（ViuTV））
風間的母親。喜歡松尾芭蕉詩句。九年前不知名的原因帶著陣的妹妹離開。
鹿兒島縣暑假短期合宿練習賽時前來觀賽，風間賽中因此過度激動致傷並企圖隱瞞，幸得柄本向大家警示而無不可逆的大礙。賽後與她和解并介紹摯友柄本且致謝母親讓他們今生得以相遇。風間還主動邀她冬季時前來觀賽。

## 出版書籍
- 安田剛士《DAYS》，日本講談社〈講談社Comics〉，全42冊。

| 冊數 | 講談社         | 講談社                                                  | 東立出版社    | 東立出版社             |
| 冊數 | 發售日期       | ISBN                                                    | 發售日期      | ISBN                   |
| ---- | -------------- | ------------------------------------------------------- | ------------- | ---------------------- |
| 1    | 2013年7月17日  | ISBN 978-4-06-384898-4                                  | 2015年4月15日 | ISBN 978-986-365-619-7 |
| 2    | 2013年9月17日  | ISBN 978-4-06-394933-9                                  | 2015年4月15日 | ISBN 978-986-365-620-3 |
| 3    | 2013年11月15日 | ISBN 978-4-06-394970-4                                  | 2016年3月17日 | ISBN 978-986-365-621-0 |
| 4    | 2014年1月17日  | ISBN 978-4-06-395001-4                                  | 2016年6月30日 | ISBN 978-986-365-622-7 |
| 5    | 2014年3月17日  | ISBN 978-4-06-395034-2                                  | 2016年7月20日 | ISBN 978-986-365-623-4 |
| 6    | 2014年5月16日  | ISBN 978-4-06-395083-0                                  | 2016年11月7日 | ISBN 978-986-365-624-1 |
| 7    | 2014年7月17日  | ISBN 978-4-06-395129-5                                  | 2018年4月13日 | ISBN 978-986-365-625-8 |
| 8    | 2014年9月17日  | ISBN 978-4-06-395201-8                                  |               |                        |
| 9    | 2014年12月17日 | ISBN 978-4-06-395267-4                                  |               |                        |
| 10   | 2015年2月17日  | ISBN 978-4-06-395319-0                                  |               |                        |
| 11   | 2015年4月17日  | ISBN 978-4-06-395378-7                                  |               |                        |
| 12   | 2015年7月17日  | ISBN 978-4-06-395434-0                                  |               |                        |
| 13   | 2015年9月17日  | ISBN 978-4-06-395494-4                                  |               |                        |
| 14   | 2015年11月17日 | ISBN 978-4-06-395536-1                                  |               |                        |
| 15   | 2016年1月15日  | ISBN 978-4-06-395583-5                                  |               |                        |
| 16   | 2016年4月15日  | ISBN 978-4-06-395649-8                                  |               |                        |
| 17   | 2016年6月17日  | ISBN 978-4-06-395691-7                                  |               |                        |
| 18   | 2016年8月17日  | ISBN 978-4-06-395733-4 ISBN 978-4-06-358837-8（限定版） |               |                        |
| 19   | 2016年10月17日 | ISBN 978-4-06-395780-8                                  |               |                        |
| 20   | 2017年1月17日  | ISBN 978-4-06-395852-2                                  |               |                        |
| 21   | 2017年3月17日  | ISBN 978-4-06-395893-5                                  |               |                        |
| 22   | 2017年5月21日  | ISBN 978-4-06-395943-7 ISBN 978-4-06-397017-3（限定版） |               |                        |
| 23   | 2017年8月17日  | ISBN 978-4-06-510115-5 ISBN 978-4-06-510204-6（限定版） |               |                        |
| 24   | 2017年10月17日 | ISBN 978-4-06-510245-9 ISBN 978-4-06-510445-3（限定版） |               |                        |
| 25   | 2017年12月15日 | ISBN 978-4-06-510549-8                                  |               |                        |
| 26   | 2018年3月16日  | ISBN 978-4-06-511074-4                                  |               |                        |
| 27   | 2018年5月17日  | ISBN 978-4-06-511414-8 ISBN 978-4-06-510692-1（限定版） |               |                        |
| 28   | 2018年7月17日  | ISBN 978-4-06-511797-2 ISBN 978-4-06-510693-8（限定版） |               |                        |
| 29   | 2018年9月14日  | ISBN 978-4-06-512602-8                                  |               |                        |
| 30   | 2018年11月16日 | ISBN 978-4-06-513247-0                                  |               |                        |
| 31   | 2019年2月15日  | ISBN 978-4-06-513873-1                                  |               |                        |
| 32   | 2019年4月17日  | ISBN 978-4-06-514880-8                                  |               |                        |
| 33   | 2019年6月17日  | ISBN 978-4-06-515307-9                                  |               |                        |
| 34   | 2019年8月16日  | ISBN 978-4-06-516229-3                                  |               |                        |
| 35   | 2019年11月15日 | ISBN 978-4-06-517313-8                                  |               |                        |
| 36   | 2020年1月17日  | ISBN 978-4-06-517884-3                                  |               |                        |
| 37   | 2020年3月17日  | ISBN 978-4-06-518516-2                                  |               |                        |
| 38   | 2020年5月15日  | ISBN 978-4-06-518849-1                                  |               |                        |
| 39   | 2020年8月17日  | ISBN 978-4-06-520327-9                                  |               |                        |
| 40   | 2020年10月16日 | ISBN 978-4-06-521009-3                                  |               |                        |
| 41   | 2020年12月17日 | ISBN 978-4-06-521484-8                                  |               |                        |
| 42   | 2021年3月17日  | ISBN 978-4-06-522216-4 ISBN 978-4-06-522653-7（特裝版） |               |                        |

- 安田剛士（原作）、音羽沙織（漫畫）《DAYS外傳》，日本講談社〈講談社Comics〉，全4冊。

| 冊數 | 講談社        | 講談社                 |
| 冊數 | 發售日期      | ISBN                   |
| ---- | ------------- | ---------------------- |
| 1    | 2017年3月17日 | ISBN 978-4-06-395894-2 |
| 2    | 2017年8月17日 | ISBN 978-4-06-510107-0 |
| 3    | 2018年3月16日 | ISBN 978-4-06-511069-0 |
| 4    | 2018年5月17日 | ISBN 978-4-06-511778-1 |

### 小說
- 石崎洋司（日语：石崎洋司）《DAYS》，日本講談社〈青鳥文庫（日语：青い鳥文庫）〉，目前已出3冊（截至2018年2月24日）
  1. 2017年3月10日[9] ISBN 978-4-06-285612-6
  2. 2017年8月10日[10] ISBN 978-4-06-285649-2
  3. 2018年2月24日[11] ISBN 978-4-06-285681-2

### 相關書籍
- 安田剛士《DAYS 正式旅行指南 skauting 筆記本（DAYS 公式ガイドブック スカウティングノート）》2016年10月17日 ISBN 978-4-06-393085-6

## 電視動畫
2016年7月至12月在MBS、TOKYO MX、BS11、Animax等獨立局和衛星電視播放。該期播放結束後，12月19日宣佈製作續篇，其後以OAD形式發售，故事接續電視動畫，共三話。香港方面，先後由翡翠台及ViuTV於2017年及2020年播出，是近期動畫比較少出現的安排，因為通常到有續集或版權過期多年才由其他電視台重配。

### 製作人員
- 原作：安田剛士
- 導演、劇本統籌：宇田鋼之介
- 副導演：境宗久
- 人物設定：中澤一登
- 總作畫監督：新沼大祐、西村理惠
- 美術監督：木下了香
- 美術設定：天田俊貴
- 色彩設計：田千賀子
- CG監督：川田和賜
- 攝影監督：KIM BOO CHEOL、藤田智史
- 剪輯：奧田浩史
- 音響監督：三間雅文、中聰彥
- 音響製作：Techno Sound（日语：テクノサウンド）
- 音樂：池賴廣
- 音樂製作：Pony Canyon
- 音樂製作人：三輪靖史、橫尾勇亮
- 製作人：坪井亮祐、立石謙介、川添千世、遠藤哲哉、龜井博司、北澤史隆、成毛克憲、大和田智之（日语：大和田智之）、田中葉子、相島豪太
- 動畫製作人：大塚學
- 動畫製作：MAPPA
- 製作：「DAYS」製作委員會（Pony Canyon、講談社、電通、每日放送、TOKYO MX、BS11、Animax Broadcast Japan、Lawson HMV Entertainment（日语：ローソンエンタテインメント）、Animatic（日语：アニマティック））

### 主題曲
片頭曲
「Wake We Up」（第1－12話、OAD1）
作詞、作曲：竹繩航太，編曲：HOWL BE QUIET、橫山裕章，主唱：HOWL BE QUIET
「Higher Climber」（第13－24話、OAD2－5）
作詞、作曲：竹繩航太，編曲：HOWL BE QUIET、Jeff Miyahara，主唱：HOWL BE QUIET
片尾曲
「EVERLASTING DAYS」（第1－12、24話、OAD1）
作詞：eNu，作曲、編曲：宮崎誠
主唱：聖蹟高校足球部［柄本盡（吉永拓斗）、風間陣（松岡禎丞）、水樹壽人（浪川大輔）、君下敦（小野大輔）、大柴喜一（宮野真守）］
「DAYS」（第13－23話、OAD2－5）
作詞、作曲：山內彰馬，編曲：Shout it Out、柳澤亮太，主唱：Shout it Out

### 各話列表
| 話數     | 日文標題 | 香港標題                       | 台灣標題                               | 劇本       | 分鏡       | 演出       | 作畫監督 | 動作作監          |
| -------- | -------- | ------------------------------ | -------------------------------------- | ---------- | ---------- | ---------- | --- | ----------------- |
| 1st day  |          | 憑這個我便能一直跑下去         | 僅是如此我就覺得自己能無盡地奔跑       | 筆安一幸   | 境宗久     | 境宗久     | 新沼大祐 | 興村忠美 高澤美佳 |
| 2nd day  |          | 希望成為夢想的一員             | 想成為夢想的一員                       | 筆安一幸   | 岡田達也   | 黑田晃一郎 | 川島尚 | 高澤美佳          |
| 3rd day  |          | 和你踢足球太有趣了 豈有此理    | 跟你一起踢球真是開心得一塌糊塗啊混蛋   | 高屋敷英夫 | 二瓶勇一   | 遠藤徹哉   | 北村友幸 | 高澤美佳          |
| 4th day  |          | 我希望拼命去生存               | 我想要拼了命地活着                     | 浦畑達彥   | 中村哲治   | 久藤瞬     | 吉田正幸、服部憲知 北村友幸、大津直                                                                         | 高澤美佳          |
| 5th day  |          | 所以我會繼續跑下去 風間同學    | 因此我今後也要繼續奔跑，風間           | 水上清資   | 境宗久     | 牧田佳織   | 松岡秀明、南東壽幸 中山由美、要川壽士 高澤美佳                                                              | 興村忠美 高澤美佳 |
| 6th day  |          | 為別人而跑 這就是我想踢的足球  | 為某人而奔跑，這就是我要踢的足球       | 筆安一幸   | 竹之內和久 | 遠藤徹哉   | 北村友幸 | 不適用            |
| 7th day  |          | 至少讓我盡力報答你             | 想盡綿薄之力回報恩情                   | 高屋敷英夫 | 岡田達也   | 黑田晃一郎 | 大津直、吉田正幸 青木里枝                                                                                   | 高澤美佳          |
| 8th day  |          | 一旦裝上，他也能變成子彈       | 上膛以後他就是子彈                     | 浦畑達彥   | 久藤瞬     | 久藤瞬     | 新藤祐、窪敏 Park Sang Wook Ha Yeun Jung                                                                    | 不適用            |
| 9th day  |          | 攻上前直至聽見你的聲音為止     | 在你的聲音所及之處立刻給你支援         | 高屋敷英夫 | 竹之內和久 | 橘耿介     | 袴田裕二 | 興村忠美          |
| 10th day |          | 我不會因為這種程度的挫折便認輸 | 我絕不會輸給這種程度的挫折             | 高屋敷英夫 | 竹之內和久 | 上田茂     | 北村友幸、大津直 阿比留隆彥                                                                                 | 高澤美佳          |
| 11th day |          | 為了讓光輝的日子延續到明天     | 為了把這樣閃耀著的每天都與明天緊緊相連 | 高屋敷英夫 | 竹之內和久 | 久藤瞬     | 高澤美佳、窪敏 松岡秀明                                                                                     | 不適用            |
| 12th day |          | 不會再讓任何人低下頭           | 再也不想讓任何人失望                   | 村越繁     | 宇田鋼之介 | 宇田鋼之介 | 山口飛鳥 | 高澤美佳          |
| 13th day |          | 你只要看著前方就行             | 你只要看着你自己就好                   | 筆安一幸   | 宍戶淳     | 牧田佳織   | 種村綾隆、吉田正幸 北村友幸、大津直                                                                         | 不適用            |
| 14th day |          | 盡全力來搶奪我的位置           | 全力來搶我的位置吧                     | 水上清資   | 宍戶淳     | 上田茂     | 山口飛鳥、服部憲知 青木里枝、新藤祐                                                                         | 窪敏              |
| 15th day |          | 一定沒辦法繼續留在聖蹟         | 無法再待在聖蹟                         | 水上清資   | 境宗久     | 南康宏     | 北村友幸、吉田正幸 大津直、青木里枝 南東壽幸                                                                | 高澤美佳          |
| 16th day |          | 千萬浪濤齊湧至                 | 億千萬拍打而來的波浪                   | 浦畑達彥   | 松井仁之   | 牧田佳織   | 窪敏、袴田裕二 本田敬一、服部憲知                                                                           | 高澤美佳          |
| 17th day |          | 我喜歡這支球隊                 | 我喜歡這支隊伍                         | 村越繁     | 境宗久     | 菱川直樹   | 大津直、松岡秀明 北村友幸、新藤祐 池津壽惠、高澤美佳                                                        | 高澤美佳          |
| 18th day |          | 告訴我 君下 你做得到吧？       | 告訴我君下，你能夠做到的吧？           | 村越繁     | 境宗久     | 境宗久     | 種村綾隆、柴田志朗 吉田正幸、青木里枝 南東壽幸、新沼大祐 高澤美佳、窪敏                                     | 窪敏              |
| 19th day |          | 跟上來 一條直路通全國          | 跟我來，向着全國賽直走                 | 村越繁     | 中村哲治   | 上田茂     | 小泉初榮、本田敬一 大津直、池津壽惠                                                                         | 不適用            |
| 20th day |          | 別小看聖蹟                     | 別小看聖蹟喲                           | 筆安一幸   | 二瓶勇一   | 牧田佳織   | 新沼大祐、吉田正幸 青木里枝、小泉初榮 窪敏、北村友幸 池津壽惠、津熊健德                                     | 不適用            |
| 21st day |          | 足球果然很有趣                 | 足球很有趣啊                           | 村越繁     | 竹之內和久 | 菱川直樹   | 青木里枝、大津直 小泉初榮、南東壽幸 飯飼一幸、津熊健德 松岡秀明、高澤美佳                                   | 高澤美佳          |
| 22nd day |          | 現在我是聖蹟的隊長             | 現在我是聖蹟的隊長                     | 村越繁     | 竹之內和久 | 竹之內和久 | 新沼大祐、吉田正幸 小泉初榮、池津壽惠 窪敏、北村友幸 松岡秀明、日高真由美 本田敬一、南東壽幸                | 不適用            |
| 23rd day |          | 我也是聖蹟足球學會的一分子     | 我也是聖蹟足球隊的一員                 | 村越繁     | 宇田鋼之介 | 境宗久     | 大津直、窪敏 高澤美佳、服部憲知 青木里枝、南東壽幸 武智敏光、津熊健德 小泉初榮、池津壽惠 新沼大祐、吉田正幸 | 不適用            |
| 24th day |          | 希望在這球隊裡繼續踢足球       | 我想繼續在這支球隊踢足球               | 水上清資   | 宇田鋼之介 | 宇田鋼之介 | 小泉初榮、北村友幸 袴田裕二、本田敬一 吉田正幸                                                              | 不適用            |

#### OAD
| 話數 | 日文標題 | 中文標題                | 劇本     | 分鏡       | 演出       | 作畫監督                                                  |
| ---- | -------- | ----------------------- | -------- | ---------- | ---------- | --------------------------------------------------------- |
| OAD1 |          | 熱夏的沙灘足球篇        | 水上清資 | 宇田鋼之介 | 宇田鋼之介 | 本田敬一、北村友幸、新沼大祐                              |
| OAD2 |          | 秘密擲骰子聊天篇        | 村越繁   | 宇田鋼之介 | 宇田鋼之介 | 本田敬一、北村友幸                                        |
| OAD3 |          | 選手權都大會決勝戰 前篇 | 村越繁   | 宇田鋼之介 | 宇田鋼之介 | 加藤祐子、青木里枝                                        |
| OAD4 |          | 選手權都大會決勝戰 中篇 | 村越繁   | 清水久敏   | 後藤康德   | 加藤祐子、和田伸一、濱中朋子 柴田志朗、高澤美佳、青木里枝 |
| OAD5 |          | 選手權都大會決勝戰 後篇 | 村越繁   | 宇田鋼之介 | 宇田鋼之介 | 青木里枝、柴田志朗、加藤祐子 榆木哲郎、服部憲知、山口飛鳥 |

### 播放電視台
日本深夜動畫：下文記載的日本国内播放時間使用日本標準時間（UTC+9）表示。因為部分時間标识會採用30小时制，因此請留意这类超过24:00的时间，其實際播放時間為翌日清晨。
| 播放日期                    | 播放時間（UTC+9）         | 播放電視台 | 播放地區 | 備註                                          |
| --------------------------- | ------------------------- | ---------- | -------- | --------------------------------------------- |
| 2016年7月2日－12月17日      | 星期六 26時58分－27時28分 | 每日放送   | 近畿地方 | 製作委員會參加 字幕放送 『Anime Shower』第3部 |
| 2016年7月3日－12月18日      | 星期日 23時00分－23時30分 | TOKYO MX   | 東京都   | 製作委員會參加 有重播                         |
|                             | 星期日 25時00分－25時30分 | BS11       | 日本全國 | 製作委員會參加 BS放送 『ANIME+』時段 有重播   |
| 2016年8月4日－2017年1月28日 | 星期四 19時00分－19時30分 | Animax     | 日本全國 | 製作委員會參加 BS／CS放送 字幕放送 有重播     |

| 發佈日期             | 發佈時間 | 發佈網站 | 2016年7月4日－12月19日 |
| -------------------- | --- | -------- | ---------------------- |
| 星期一 12時00分 更新 | GYAO！ |          | 2016年7月6日－12月21日 |
| 星期三 12時00分 更新 | 萬代頻道 hulu UULA （ 日语 ： UULA） J:COM On-Demand （ 日语 ： ジュピターテレコム） 光TV （ 日语 ： ひかりTV） U-NEXT Amazon Prime Video 樂天Show Time Movie Full OnGen Movie FOD （ 日语 ： フジテレビオンデマンド） Best Hit Anime動畫 d動畫商城 dTV （ 日语 ： dTV (NTTドコモ)） GEO頻道 （ 日语 ： ゲオホールディングス） au Video Pass （ 日语 ： ビデオパス） TSUTAYATV Anime放題 （ 日语 ： アニメ放題） PS Video Video Market （ 日语 ： ビデオマーケット） Movie Full PLUS Best Hit動畫 Play商店 |          |                        |

#### 海外播放
| 播放地區 | 播放平台   | 播放日期                     | 備註   |
| -------- | ---------- | ---------------------------- | ------ |
| 中國大陸 | bilibili   | 2016年7月3日－2016年12月17日 | [ 15 ] |
| 香港     | 翡翠台     | 2017年8月3日－2017年10月20日 |        |
| 台灣     | 卫视中文台 | 2019年2月9日－2019年4月28日  |        |

### BD&DVD
| 卷數 | 發售日期       | 收錄話數       | 規格編號   | 規格編號   |
| 卷數 | 發售日期       | 收錄話數       | BD         | DVD        |
| ---- | -------------- | -------------- | ---------- | ---------- |
| 1    | 2016年10月19日 | 第1話－第3話   | PCXG-50581 | PCBG-52991 |
| 2    | 2016年11月16日 | 第4話－第6話   | PCXG-50582 | PCBG-52992 |
| 3    | 2016年12月21日 | 第7話－第9話   | PCXG-50583 | PCBG-52993 |
| 4    | 2017年1月18日  | 第10話－第12話 | PCXG-50584 | PCBG-52994 |
| 5    | 2017年2月15日  | 第13話－第15話 | PCXG-50585 | PCBG-52995 |
| 6    | 2017年3月15日  | 第16話－第18話 | PCXG-50586 | PCBG-52996 |
| 7    | 2017年4月19日  | 第19話－第20話 | PCXG-50587 | PCBG-52997 |
| 8    | 2017年5月17日  | 第21話－第22話 | PCXG-50588 | PCBG-52998 |
| 9    | 2017年6月21日  | 第23話－第24話 | PCXG-50589 | PCBG-52999 |

## 外部連結
- Magamega（マガメガ）－DAYS（页面存档备份，存于） （日語）
- 電視動畫「DAYS」官方網站（页面存档备份，存于） （日語）
- 電視動畫「DAYS」官方的X（前Twitter） （日語）